# Slateria
Slateria is een geslacht van wantsen uit de familie van de Alydidae (Kromsprietwantsen). Het geslacht werd voor het eerst wetenschappelijk beschreven door Ahmad in 1965.

## Soorten
Het genus bevat de volgende soorten:

- Slateria granti Ahmad, 1965